# Sporophile intermédiaire
Sporophila intermedia
Espèce
Statut de conservation UICN

 LC  : Préoccupation mineure
Le Sporophile intermédiaire (Sporophila intermedia) est une espèce de passereaux appartenant à la famille des Thraupidae.

## Répartition
On le trouve au Brésil, Colombie, Guyana, Trinité-et-Tobago et Venezuela.

## Habitat
Il habite les prairies tropicales et subtropicales de basses altitudes saisonnièrement humides ou inondées et les forêts primaires fortement dégradées.

## Liste des sous-espèces
Selon la classification de référence du Congrès ornithologique international (version 3.2, 2012) :
- sous-espèce Sporophila intermedia bogotensis (Gilliard, 1946)
- sous-espèce Sporophila intermedia intermedia Cabanis, 1851